# Charles A. E. Harriss

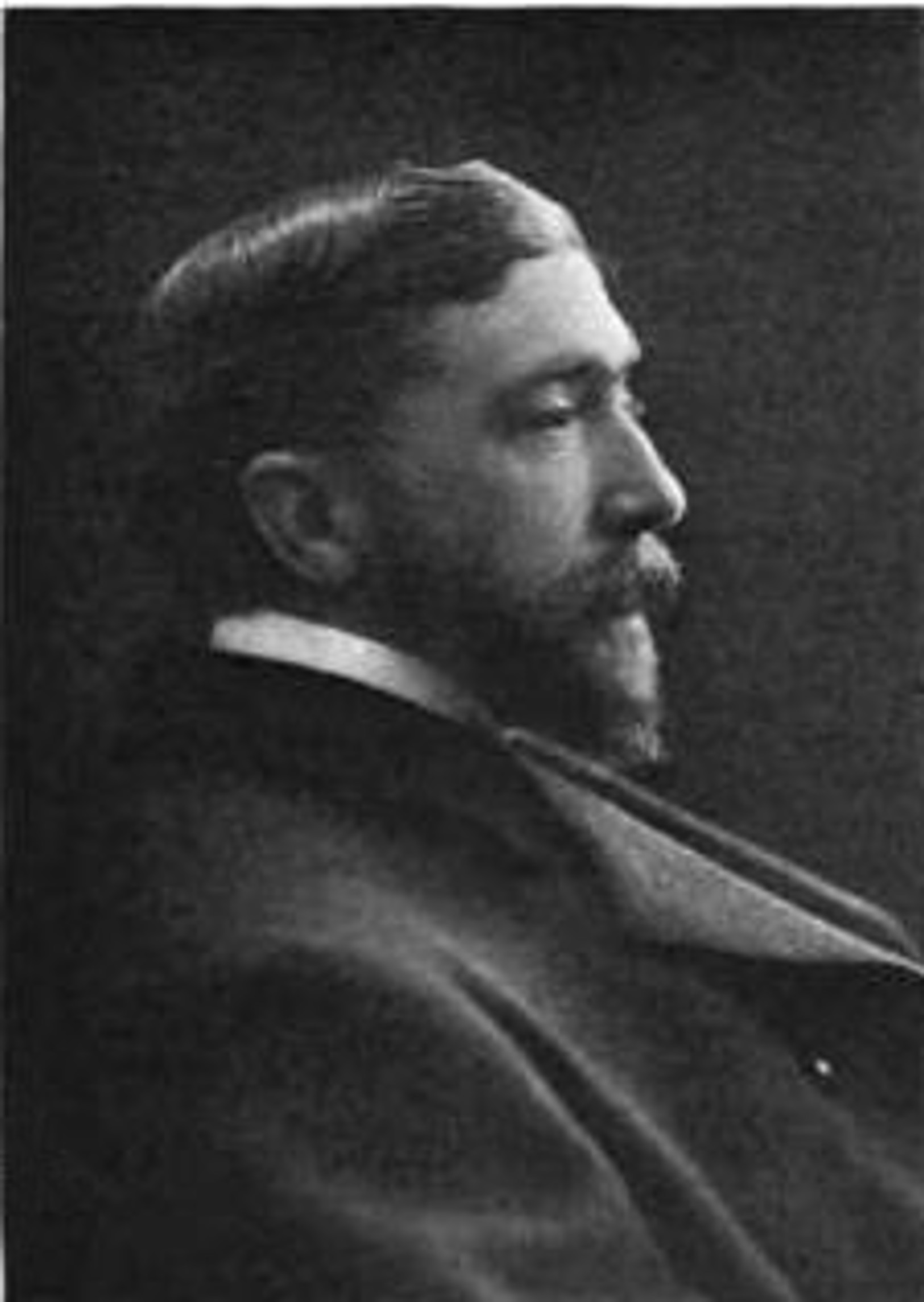
Charles A. E. Harriss, 1903

Charles Albert Edwin Harriss (* 16. Dezember 1862 in London; † 31. Juli 1929 in Ottawa) war ein kanadischer Musikmanager, Komponist, Organist, Dirigent, Chorleiter und Musikpädagoge englischer Herkunft.

## Leben
Harriss war der Sohn des Organisten Edwin Harriss. Er studierte von 1873 bis 1875 am St. Michael's College in Tenbury bei Frederick Ouseley und hatte danach Stellen als Organist und Chorleiter in Reading und Welshpool inne. Auf Empfehlung seines Lehrers erhielt er 1882 die Organistenstelle an der Church of St. Alban the Martyr in Ottawa. Im Folgejahr wurde er Organist und Chorleiter an der Christ Church Cathedral in Montreal. Von 1886 bis 1894 wirkte er als Nachfolger seines Vaters in gleicher Funktion an der Kirche St. James the Apostle.
In den 1880er Jahren gab Harriss in Montreal Recitals mit seinem Vater, gründete eine Glee- und Madrigalgesellschaft und gab privaten Unterricht. In den 1890er Jahren war er der kanadische Agent von Nicholas Vert, einem der wichtigsten europäischen Impresarios und organisierte in dieser Eigenschaft u. a. die Nordamerikatourneen Charles Santleys (1891), Emma Albanis (1896) und Dan Godfreys (1899).
1897 heiratete Harriss Ella Beatty, die Witwe des Industriellen George K. Shoenberger, wodurch er die finanziellen Mittel für seine nachfolgenden musikalischen Unternehmungen erhielt. Beatty erwarb 1900 in Ottawa den ehemaligen Wohnsitz von John A. Macdonald, der Harriss' festes Zuhause wurde. 1903 wurde er Ehrendirektor des Systems der musikalischen Prüfungszentren des Associated Board of the Royal Schools of Music und der McGill University, im Folgejahr der erste Direktor des McGill Conservatory; diese Position hatte er bis 1907 inne.
1903 initiierte Harriss den Cycle of Music Festivals, bei dem unter der Leitung von Alexander Campbell Mackenzie britische Chor- und Orchestermusik in fünfzehn kanadischen Städten vorgestellt wurde. Auf Mackenzies Empfehlung erhielt er 1905 den Lambeth-Grad Doctor of Music des  Erzbischofs von Canterbury. 1906 gründete er die Philharmonic Union, einen Chor in Montreal, mit dem er seine eigene Komposition Pan aufführte. Im gleichen Jahr organisierte er in London das British Canadian Music Festival, bei dem sein Pan mit der Solistin Pauline Donalda zur Aufführung kam. Ebenfalls in London begründete er 1907 die Empire Day Concerts.
1908 organisierte Harriss eine Kanadatournee Frederick Bridges sowie eine Tour des Sheffield Choir unter Leitung von Henry Coward. 1909 gründete er in London den Imperial Choir mit 4.500 Mitgliedern, der, auf 10.000 Sänger vergrößert, beim Empire Day Concert auftrat, mit einer Besetzung von 2.000 Sängern bei der Weltausstellung Gent 1913 gastierte und an den Peace celebrations 1919 im Hyde Park teilnahm. 1911 organisierte er das Musical Festival of the Empire (u. a. mit dem Sheffield Choir unter Henry Coward), eine musikalische Tournee durch Australien, Neuseeland, Südafrika, Kanada und die USA. Seine letzte große Unternehmung war die musikalische Leitung der British Empire Exhibition in Wembley 1924.
Der Musikwissenschaftler Percy Alfred Scholes beschrieb Harriss als “a veritable musical Napoleon – always engaged in a tonal campaign somewhere at earth’s service.”

## Werke
- The admiral, komische Oper, um 1902
- Coronation mass Edward VII, 1903
- Canadian fantasie für Chor und Orchester, 1904
- Pan für Chor und Orchester, 1906
- The sands of Dee; Ballade, 1907
- Allegro pomposo für Orgel
- Happy Moments für Klavier
- Lead, Kindly Light, Anthem
- Shepherds in the Field Abiding, Anthem